# Ригли (Северо-Западные территории)
Ригли (англ. Wrigley, слэйви Pedzéh Kı̨́) — населённый пункт в административном регионе Дечо (Северо-Западные территории, Канада). Имеет статус самоуправляемой общины (англ. designated authority), основу населения составляют представители народа дене. Современное географическое положение занимает с 1965 года, население 117 человек по данным переписи населения 2021 года.

## География
Ригли располагется на возвышенности на правом берегу реки Маккензи, у подножия гор Франклина. Поблизости от посёлка находится гора Кэп — высочайшая вершина гор Франклин, а севернее него в Маккензи впадает река Ригли. У подножия утёса, на котором расположен Ригли, находятся сернистые источники. Рядом с Ригли располагается одноимённый аэропорт, посёлок также связан с остальной территорией Канады трассой 1, которая в нём заканчивается.

## История
После того как в 1821 году закрылась фактория Северо-Западной компании Форт-Александр, представители народа дене (слэйви) поселились на острове Олд-Форт в 32 км севернее современного местоположения Ригли. В 1870 году в этом районе открылась новая фактория, принадлежавшая Компании Гудзонова залива. В период с 1900 по 1905 год более ста дене умерли от голода и туберкулёза, и многие из выживших перебрались на новое место, получившее название Форт-Ригли в честь Джозефа Ригли, верховного комиссара Компании Гудзонова залива. Там дене продолжали вести привычный полукочевой образ жизни, основу которого составляли охота, трапперство и рыбалка. В конце 1950-х годов в Форт-Ригли были построены электростанция и школа, однако уже в 1965 году из-за плохих условий жизни (в том числе заболачивания почвы) население было переведено в новый посёлок Ригли в 16 км выше по течению. Среди преимуществ нового места было наличие хорошо сохранившейся взлётно-посадочной полосы, построенной в годы Второй мировой войны для проекта «Канол».

## Население
По данным переписи населения 2021 года в Ригли проживало 117 человек, при площади около 54 км² плотность населения составляла 2,2 чел./км². Как и в среднем по Северо-Западным территориям, население посёлка снизилось примерно на 2 % по сравнению с 2016 годом. Средний возраст жителей — 36,8 года, медианный — 31,6 года. В общине насчитывалось равное количество (по 20) детей и подростков в возрасте до 14 лет включительно и людей пенсионного возраста (65 лет и старше). Менее 50 % жителей в возрасте 15 лет и старше состояли в официальном или неофициальном браке.
Абсолютное большинство жителей относится к коренному народу дене; Ригли является самым северным из поселений народа дене-дечо (слэйви). Основу экономики посёлка составляют традиционные для дене занятия — охота (в том числе трапперство) и рыбалка. В 2021 году большинство жителей называли родным язык слэйви либо языки дене в целом; английский был родным менее чем для половины респондентов, хотя все жители Ригли его знали.